# Яків Альберіоне
Яків Альберіоне (4 квітня 1884 — 26 листопада 1971) — італійський священик, засновник Товариства Святого Павла, блаженний Католицької церкви.

## Біографія

### Початки священичого шляху

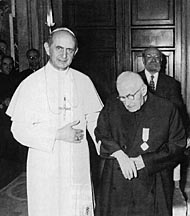
Бл. Яків Альберіоне з папою Павлом VI

Народився 4 квітня 1884 року в Сан-Лоренцо ді Фоссан, в провінції Кунео, що на півночі Італії, був п'ятим із семи дітей Мікеле Альберіоне та Терези Аллокко. Через слабке здоров'я малюка батьки охрестили його вже наступного дня. Яків отримав від своїх батьків добре виховання, настанову до праці й чесного життя, а також міцну і глибоку віру. Перш ніж почав відвідувати школу, його родина переїхала в низину річки Танаро, за кілька кілометрів на південь від міста Чераско. У віці 6 років почав відвідувати школу в Чераско, в цей час і вирішив стати священником. Яків походив із дуже бідної родини, у якій усі були змушені працювати і виконувати завдання в міру своїх сил. Восени, під час вечірніх та нічних польових робіт, хлопець стояв перед іншими членами родини і тримав ліхтар, освітлюючи поле. 25 жовтня 1896 року вступив до нижчої духовної семінарії в Бра, однак, переживаючи глибоку юнацьку кризу, був вимушений залишити навчання. У жовтні 1900 року за порадою свого парафіяльного священика вступив до семінарії в Альбі. Саме там Яків зустрів отця каноніка Франциска К'єзу, що став для нього провідником на дорозі покликання, мудрим вчителем, безцінним порадником, духовним керівником, взірцем священицького життя, а згодом — відданим співпрацівником і другом. У ніч з 31 грудня 1900 року на 1 січня 1901 року за пропозицією папи Лева XIII усіх католиків, а зокрема кліриків було покликано до молитовного чування в ніч, що єднала два століття. Тоді молодому Якову було дано бачення перспектив та загроз, що стоять перед людством, і він «відчув себе особливо зобов'язаним служити Церкві та людям нової доби». 29 червня 1907 року єпископом Альби Йосипом Франциском Ре був висвячений на священника та призначений вікарієм парафії св. Бернарда в Нарцолі. Це був короткий, але безцінний досвід, що дозволив безпосередньо пізнати духовні потреби людей. У 1908 році став священником у вищій семінарії в Альбі. Тоді ж познайомився з молодим хлопцем — Джузеппе Джаккардо, що згодом став його найвірнішим сподвижником, першим священиком та першим блаженним Родини Святого Павла. Того ж року здобув ступінь доктора богослов'я на теологічному факультеті в Генуї. 12 вересня 1913 р. єпископ Ре доручив отцю Альберіоне посаду директора тижневика «Gazzetta d'Alba». 20 серпня 1914 року відкрив Друкарську Школу Малого Робітника, у якій на той час навчалося лише двоє учнів. Це був зародок майбутнього Товариства Святого Павла — згромадження священиків і братів, особливим завданням яких була євангелізація через пресу, а згодом і через усі новітні засоби масової комунікації.

### Заснування та розвиток Родини Святого Павла
Через рік, в день смерті папи Пія X (20 серпня 1914 р.), заснував Товариство Святого Павла. У наступні роки о. Яків Альберіоне збільшив Родину Святого Павла, заснувавши:
- Згромадження Сестер Дочок Святого Павла (FSP) (15 червня 1915 р.)
- Товариство Співпрацівників Родини Святого Павла (1917 р.)
- Учениці Божественного Вчителя (PDDM) (10 лютого 1924 р.)
- Сестри Ісуса Доброго Пастиря (SGBP) (7 жовтня 1938 р.)
- Інститут Пресвятої Діви Марії Благовіщення (IMSA) (1958 р.)
- Інститут Святого Архангела Гавриїла (ISGA) (1958 р.)
- Інститут Ісуса Священика (IGS) (1959 р.)
- Інститут Цариці Апостолів для покликань (AP) (8 вересня 1959 р.)
- Інститут Святої Родини (ISF) (1960 р.)

Для потреб апостольства, крім багатьох видань Біблії, о. Альберіоне заснував у 1937 році «Міжнародне Католицьке Біблійне Товариство», діяльність якого спричинилася до найновішого перекладу Святого Письма, здійсненого паулістами у 2008 році.
З ініціативи Якова Альберіоне в Італії почали видаватись книги та часописи, приміром, Vita Pastorale, La Domenica, Il Giornalino i Famiglia Cristiana — сьогодні це тижневик, що видається мільйонним накладом, і який є прикладом польського часопису для сімей Magazyn Familia, що видається в Польщі від квітня 2008 року.
У 1939 році заснував «Сан-Паоло Фільм» — інституцію, що займається виробництвом та розповсюдженням фільмів на релігійну тематику (один з перших фільмів «Abuna Messias» отримав головну нагороду на фестивалі у Венеції), а також багато радіостанції у різних куточках світу.
4 квітня 1957 року під час першої генеральної капітули Товариства Святого Павла о. Альберіоне був обраний генеральним настоятелем. У 1962 році брав участь у засіданнях ІІ Ватиканського Собору. 28 червня 1969 р. Папа Павло VI нагородив о. Альберіоне орденом Pro Ecclesia et Pontifice («За заслуги перед Церквою і Папою»).

### Смерть
Отець Яків Альберіоне помер о 18:30 26 листопада 1971 року в Римі у віці 87 років. Папа Павло VI відвідав його безпосередньо перед смертю. О. Альберіоне поховали в каплиці під склепом Базиліки Цариці Апостолів у Римі. Тіло о. Альберіоне піддається поклонінню вірним у каплиці базиліки Цариці Апостолів у Римі в Генеральному домі Товариства Святого Павла.

### Беатифікація
4 травня 1981 року було відкрито його процес беатифікації, а 27 квітня 2003 року Іван Павло II оголосив о. Якова Альберіоне блаженним Католицької церкви. Раніше (25 червня 1996 р.) папа випустив указ про героїчні чесноти о. Альберіоне. 

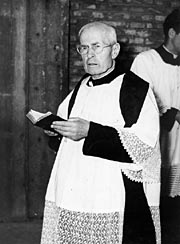
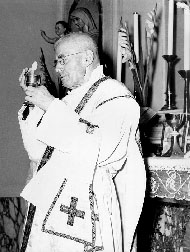
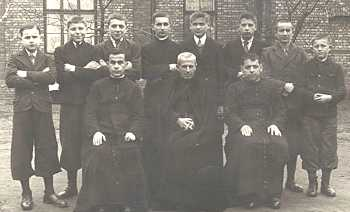
Перші польські паулісти разом з о. Альберіоне (сидить посередині). Зліва о. Альберіоне сидить отець Равіна, а справа — о. Ріколфі.
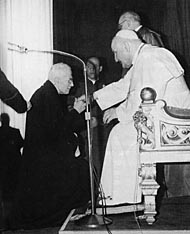
О. Яків Альберіоне разом з папою Іваном XXIII

## Книги бл. Якова Альберіоне
- Апостольство друку
- Видавниче апостольство